# Wiener Herbstmarathon
Der Wiener Herbstmarathon (offizieller Name Herbstmarathon des LCC Wien) ist ein Marathon in Wien, der seit 2003 jährlich Ende Oktober stattfindet. Veranstalter ist der LCC Wien. Neben der klassischen Strecke über 42,195 km gehören auch ein Halbmarathon und ein Schnupperlauf von derzeit 7 km zum Programm.
Die offiziell nach den Richtlinien der AIMS vermessene, mit einem Höhenunterschied von weniger als einem Meter zwischen dem tiefsten und höchsten Punkt vollkommen flache Strecke führt durch den Wiener Prater. Bis 2006 wurde auf einem 10-km-Rundkurs mit Start und Ziel im Ernst-Happel-Stadion gelaufen. Dieser führte über die Hauptallee zum Volksprater, dann über die Rotundenallee, die Rustenschacherallee und die Lusthausstraße zur Hauptallee zurück, wobei beim Marathon in der vierten Runde eine Zusatzschleife mit Wendepunkt am Lusthaus eingefügt wurde.
Wegen der Umbauarbeiten, die im Hinblick auf die Fußball-Europameisterschaft 2008 am Ernst-Happel-Stadion vorgenommen wurden, wurde der Lauf 2007 auf eine 7-km-Runde verlegt, die über die Hauptallee und rund um das Obere Heustadlwasser verläuft.
2007 stellte Susanne Pumper bei dieser Veranstaltung einen österreichischen Landesrekord im Halbmarathon auf.

## Statistik

### Streckenrekorde
Marathon
- Männer: 2:11:51 h, Samson Loywapet (KEN), 2003
- Frauen: 2:46:54 h, Olena Samko (UKR), 2004

Halbmarathon
- Männer: 1:07:27 h, Andreas Ringhofer (AUT), 2008
- Frauen: 1:12:33 h, Susanne Pumper (AUT), 2007

### Siegerlisten

#### Marathon
| Datum         | Männer               | Nation      | Zeit    | Frauen                 | Nation      | Zeit    |
| ------------- | -------------------- | ----------- | ------- | ---------------------- | ----------- | ------- |
| 13. Okt. 2024 | Andreas Stieglechner | Österreich  | 2:43:10 | Beatrix Krainer        | Österreich  | 3:06:18 |
| 8. Okt. 2023  | Michael Grall        | Österreich  | 2:47:07 | Sophie Grabner         | Österreich  | 2:47:59 |
| 9. Okt. 2022  | Kristoffer Linna     | Schweden    | 2:44:03 | Karin Freitag          | Österreich  | 2:57:39 |
| 10. Okt. 2021 | Patrick Wallimann    | Schweiz     | 2:49:17 | Daniela Stidl          | Österreich  | 3:24:32 |
| 11. Okt. 2020 | Herbert Kopp         | Österreich  | 2:38:38 | Melanie Marouschek     | Österreich  | 3:29:41 |
| 27. Okt. 2019 | Vinzenz Kumpusch     | Österreich  | 2:27:25 | Stefanie Geringer      | Österreich  | 3:17:29 |
| 14. Okt. 2018 | Matthias Bauer       | Deutschland | 2:47:27 | Anna Labuda            | Polen       | 3:32:35 |
| 15. Okt. 2017 | David Krischan       | Österreich  | 2:41:02 | Brigitte Schoch        | Österreich  | 3:17:30 |
| 16. Okt. 2016 | Michael Grall -3-    | Österreich  | 2:37:23 | Eva Stauber            | Österreich  | 3:30:18 |
| 18. Okt. 2015 | Michael Grall -2-    | Österreich  | 2:39:44 | Lea Laukat             | Deutschland | 3:03:10 |
| 19. Okt. 2014 | Michael Grall        | Österreich  | 2:41:47 | Marina Scheiber        | Österreich  | 3:26:18 |
| 20. Okt. 2013 | Petr Svoboda         | Tschechien  | 2:41:19 | Elisabeth Reiter       | Österreich  | 3:07:59 |
| 21. Okt. 2012 | Markus Reininger     | Österreich  | 2:49:49 | Kamila Polak           | Österreich  | 3:04:54 |
| 23. Okt. 2011 | Walter Götzinger     | Österreich  | 2:36:00 | Bettina Zelenka        | Österreich  | 3:06:42 |
| 24. Okt. 2010 | Alfred Sungi         | Tansania    | 2:38:01 | Barbara Pliessnig      | Österreich  | 3:16:24 |
| 25. Okt. 2009 | Elisha Sawe          | Kenia       | 2:17:03 | Ilse Wieshuber         | Österreich  | 2:52:39 |
| 26. Okt. 2008 | Thomas Srb -2-       | Österreich  | 2:29:59 | Regina Liebert         | Österreich  | 3:08:32 |
| 28. Okt. 2007 | Thomas Srb           | Österreich  | 2:33:23 | Ida Šurbek             | Slowenien   | 2:54:27 |
| 29. Okt. 2006 | Slawik Prichodko     | Ukraine     | 2:24:51 | Constance Türk         | Deutschland | 2:51:30 |
| 30. Okt. 2005 | Moses Masai          | Kenia       | 2:14:57 | Elisabeth Schurad      | Österreich  | 3:07:35 |
| 31. Okt. 2004 | Samson Loywapet -2-  | Kenia       | 2:15:02 | Olena Samko            | Ukraine     | 2:46:54 |
| 26. Okt. 2003 | Samson Loywapet      | Kenia       | 2:11:51 | Maria Elisabeth Penker | Österreich  | 2:54:24 |

#### Halbmarathon
| Datum | Männer                | Nation      | Zeit    | Frauen                        | Nation     | Zeit    |
| ----- | --------------------- | ----------- | ------- | ----------------------------- | ---------- | ------- |
| 2024  | Hujsa Matus           | Slowakei    | 1:08:31 | Andrea Steiner -2-            | Österreich | 1:28:03 |
| 2023  | Martin Wess           | Österreich  | 1:18:34 | Andrea Steiner                | Österreich | 1:30:48 |
| 2022  | Miroslav Okluský      | Tschechien  | 1:15:52 | Sophie Grabner                | Österreich | 1:19:43 |
| 2021  | Henrik Jensen         | Deutschland | 1:11:05 | Cornelia Griesche             | Österreich | 1:25:40 |
| 2020  | Stefan Werner         | Österreich  | 1:15:28 | Lisa Hofstättner              | Österreich | 1:26:43 |
| 2019  | Gerhard Steinböck     | Österreich  | 1:14:56 | Monika Kalbacher              | Österreich | 1:28:01 |
| 2018  | Jan Duk               | Österreich  | 1:14:04 | Melanie Trimmel               | Österreich | 1:28:43 |
| 2017  | Walter Schober        | Österreich  | 1:16:44 | Romana Komarnanska            | Slowakei   | 1:19:38 |
| 2016  | Daniel Punz           | Österreich  | 1:15:34 | Barbara Grabner               | Österreich | 1:34:30 |
| 2015  | Schriebl Stefan       | Österreich  | 1:11:48 | Anita Hollaus                 | Österreich | 1:28:17 |
| 2014  | Branco Moser          | Österreich  | 1:11:48 | Mirjam Muckenhuber            | Österreich | 1:27:45 |
| 2013  | Samuel Keller         | Schweiz     | 1:13:02 | Heini-Kristiina Jaako-Blunder | Finnland   | 1:29:31 |
| 2012  | Iuliu-Victor Grec     | Rumänien    | 1:17:24 | Nadja Ritter                  | Österreich | 1:32:32 |
| 2011  | Wolfgang Wallner      | Österreich  | 1:10:59 | Natalia Steiger               | Österreich | 1:23:43 |
| 2010  | Joe Simon             | Luxemburg   | 1:13:13 | Elisabeth Pöltner             | Österreich | 1:20:39 |
| 2009  | Andreas Ringhofer -2- | Österreich  | 1:07:53 | Tatjana Wilissowa             | Russland   | 1:18:36 |
| 2008  | Andreas Ringhofer     | Österreich  | 1:07:27 | Carola Bendl-Tschiedel        | Österreich | 1:28:26 |
| 2007  | Jörn Harland          | Deutschland | 1:09:01 | Susanne Pumper -2-            | Österreich | 1:12:33 |
| 2006  | Johann Hopfner        | Deutschland | 1:10:25 | Susanne Pumper                | Österreich | 1:17:36 |
| 2005  | Herbert Köberl        | Österreich  | 1:10:36 | Carina Lilge-Leutner          | Österreich | 1:26:24 |
| 2004  | Fritz Chitil          | Österreich  | 1:12:56 | Helena Javornik               | Slowenien  | 1:15:57 |